# Tupolev Tu-22
Tupolev Tu-22 (NATO: Blinder) a fost primul bombardier supersonic sovietic fabricat în masă. Fabricat de Tupolev, avionul a fost proiectat în anii 1950, fiind retras din dotare după 1990. Fabricat în număr relativ mic, Tu-22 a reprezentat o dezamăgire din punct de vedere al performanțelor. Bombardierul supersonic s-a dovedit a fi inferior predecesorului său Tu-16 în unele privințe. Tu-22 a fost folosit și de alte țări precum Libia sau Irak. A fost unul dintre puținele bombardiere sovietice postbelice folosite în luptă. Libia a folosit Tu-22 în misiuni împotriva Tanzaniei și Ciadului, iar Irak a folosit bombardierele sale în Războiul Iran-Irak. 